# Groscavallo
Groscavallo là một đô thị ở tỉnh Torino trong vùng Piedmont, có vị trí cách khoảng 50 km về phía tây bắc của Torino, nước Ý, giáp ranh với nước Pháp. Tại thời điểm ngày 31 tháng 12 năm 2004, đô thị này có dân số 220 người và diện tích là 93 km².
Đô thị Groscavallo có các frazioni (các đơn vị trực thuộc, chủ yếu là các làng) Bonzo, Migliere, Pialpetta, Ricchiardi, Borgo, Campo Pietra, Forno Alpi Graie, và Alboni e Rivotti.
Groscavallo giáp các đô thị: Ala di Stura, Balme, Bonneval-sur-Arc (France), Ceres, Ceresole Reale, Chialamberto, và Noasca.